# Marek Karwala
Marek Stanisław Karwala (ur. 1955, zm. 13 lutego 2020) – polski krytyk sztuki i publicysta, badacz poezji polskiej XX wieku, dr hab, profesor UP.

## Życiorys
W 1980 ukończył studia filologii polskiej w Wyższej Szkole Pedagogicznej im. Komisji Edukacji Narodowej w Krakowie, 17 lipca 1992 obronił pracę doktorską Metafizyka oczywistości. Studium o poezji Jana Twardowskiego, 24 kwietnia 2014 habilitował się na podstawie pracy zatytułowanej W kręgu sztuki eksplikacji. Studia i analizy z zakresu poezji polskiej XX i XXI wieku. Otrzymał stanowisko profesora uczelni. Pracował w Instytucie Filologii Polskiej na Wydziale  Humanistycznym Akademii Pedagogicznej im. Komisji Edukacji Narodowej w Krakowie.
Objął funkcję profesora nadzwyczajnego w Instytucie Filologii Polskiej na Wydziale Nauk Humanistycznych Uniwersytetu Pedagogicznego im. Komisji Edukacji Narodowej w Krakowie, oraz  prodziekana ds. studenckich na Wydziale Filologicznym Uniwersytetu Pedagogicznego im. KEN w Krakowie.
Zmarł 13 lutego 2020, pochowany w Okocimiu.